# ミクニワールドスタジアム北九州
ミクニワールドスタジアム北九州（ミクニワールドスタジアムきたきゅうしゅう、英: MIKUNI WORLD STADIUM KITAKYUSHU）は、福岡県北九州市小倉北区にある球技場。
施設は北九州市が所有し、美津濃・日本施設協会がSPCによる指定管理を想定した形で運営管理を行っている。北九州市が主導する「北九州市スタジアム整備等PFI事業」により整備された球技場。正式名称は『北九州スタジアム』（きたきゅうしゅうスタジアム）だが、開場以来、北九州市小倉北区に本社を置く不動産会社のミクニが命名権を取得し「ミクニワールドスタジアム北九州」の名称を用いている（後述「命名権」を参照）。

## アクセス
- 小倉駅から徒歩7分[5]
  - 車の場合、スタジアム専用の駐車場は用意されていないため、周辺の公共駐車場を利用することになる[8][9]。
- 小倉港（松山・小倉フェリー）から徒歩3分

## 施設概要
天然芝フィールドの西側に配置されたメインスタンドと南北に配置された両サイドスタンドは屋根付き全面2層式で、東側のバックスタンドのみ屋根なしの1層式。前述の通り、将来の海上への増築に備えてバックスタンドの大きさを最小限としており、海までの距離が極めて近い。プレー中のボールが海に飛び込む可能性もあるが、設置コストとボールの不法投棄防止を考慮し、防球ネットはあえて設置せず、ボールは試合の運営主催者に自ら回収させるという。海からの近さゆえに、バックスタンドコンコースには「魚つり禁止」の注意書きが設置されている。
スタンド最前列からタッチライン・ゴールラインまでの距離は8mしかなく、さらにフェンスの高さも65cm（ピッチから1.24m）しかないため、臨場感を味わえる。ナイター照明はバックスタンド左右2基の照明塔とメインスタンド屋根に取り付けられた耐塩害仕様のLED投光器244台（パナソニック製）を使用する。また、本城陸上競技場になかった大型映像装置も備え付けられた。
場内にはTOTO（多機能トイレなど）、東邦チタニウム（チタンインゴット切り出しのスタジアム銘板）、福岡ILB（保水性インターロッキングブロック）などの地元企業からの寄付により施設が整備されているほか、地元製品をPRする「街かどショールーム」のコーナーが設けられている。

## 最多入場者数
- 2017年3月12日の2017明治安田生命J3リーグ第1節「ギラヴァンツ北九州対ブラウブリッツ秋田」において入場無料で開催された結果、入場者数が14,935人となり、当時のJ3リーグ戦における最多入場者数試合記録を更新した[19][注 3]。その後2025年8月16日、J3リーグ第23節、北九州対奈良クラブ戦において、先述の記録を更新しクラブ史上最多、かつJ3リーグ史上3位となる15,242人の入場者数を記録した[20][21]。
- 2025年1月19日のジャパンラグビーリーグワン2024-25シーズンDIVISION1第5節「トヨタヴェルブリッツ対埼玉パナソニックワイルドナイツ」において、入場者数が13,251人を記録し、このスタジアムにおけるラグビーの試合での最多記録となった[22][23][24]。

## 命名権
開場時点から命名権（ネーミングライツ）が導入されることになり、2016年9月15日から10月21日の間に協賛企業・団体を公募し「契約金額年3,000万円以上（税別）」「『北九州』の市名を必ず入れること」などを条件としてスポンサーを募った。
2016年11月2日、ネーミングライツスポンサーが、ワールドホールディングス傘下の不動産会社・ミクニ（北九州市小倉北区）に決まったことが公表された。具体的な名称は同社と調整が行われた結果、12月27日にスタジアムの愛称を「ミクニワールドスタジアム北九州」とすることが北九州市から発表され、その場でネーミングライツ契約が調印された。期間は2017年2月1日から2020年1月31日までの3年間で、契約額は年額3,000万円（消費税及び地方消費税相当額を除く）。その後初期費用分を減らした額で、2020年2月1日から2023年1月31日までと、2023年2月1日から2026年1月31日までの2回、3年契約を延長している。
なお、主催団体の方針で、クリーンスタジアム規定が適用され、命名権が除外される場合があり（2019年11月のMS&ADカップ2019など）、その場合は正式名称である「北九州スタジアム」を使用する。

## 開催された主なイベント・大会
※は、主催者又はその関係団体の方針で命名権が除外されたもの。

### サッカー
- Jリーグ・ギラヴァンツ北九州：リーグ戦ホームゲーム（2017年 - ）
- 2017明治安田生命J3リーグ第1節「ギラヴァンツ北九州対ブラウブリッツ秋田」 - 入場無料で開催された結果、入場者数が14,935人となり、当時のJ3リーグ戦における最多入場者数試合記録を更新（2017年3月12日）。
- 第96回全国高校サッカー選手権福岡県大会・決勝戦：東福岡高等学校対筑陽学園高等学校（2017年11月23日）
- Jリーグユース選手権大会 決勝戦
  - 2018年11月18日：横浜F・マリノスユース対清水エスパルスユース
  - 2019年11月17日：名古屋グランパスU-18対ガンバ大阪ユース

- 2019年11月10日には当スタジアム初となるサッカー日本女子代表（なでしこジャパン）の国際Aマッチが開催された。
  - MS&ADカップ2019：日本女子代表対南アフリカ女子代表（2019年11月10日）※

- SAISON CARD CUP2021：U-24日本代表対U-24アルゼンチン代表（2021年3月29日）※
- 天皇杯 JFA 第103回全日本サッカー選手権大会1回戦：ギラヴァンツ北九州対鹿児島ユナイテッドFC（2023年5月21日）
- 国際Aマッチ：日本女子代表（なでしこジャパン）対アルゼンチン女子代表（2023年9月23日）※
- 2024JリーグYBCルヴァンカップ
  - 1回戦：ギラヴァンツ北九州対大分トリニータ（2024年3月6日）
  - 2回戦：ギラヴァンツ北九州対FC町田ゼルビア（2024年4月17日）

- 国際親善試合：U-23日本代表対U-23ウクライナ代表（2024年3月25日）※

### ラグビー
- 「サンウルブズvsジャパンラグビートップリーグオールスター」の東日本大震災・熊本地震復興支援チャリティーマッチ『FOR ALL チャリティーマッチ2017』（2017年2月18日）：こけら落とし
- ワールドラグビー女子セブンズシリーズ（2017年 - 2019年）
- ラグビーワールドカップ2019・ウェールズ代表 事前キャンプ地（2019年9月）※
- ジャパンラグビーリーグワン公式戦
  - 宗像サニックスブルース 主催試合（2022年）
  - トヨタヴェルブリッツ対埼玉パナソニックワイルドナイツ（2025年1月19日）

- リポビタンDチャレンジカップ2022：日本代表対ウルグアイ代表（2022年6月25日）
- 太陽生命 JAPAN RUGBY CHALLENGE SERIES 2024：女子日本代表対女子アメリカ代表・第1戦（2024年8月11日）
- ジャパンラグビーリーグワン2024-25シーズンDIVISION1第5節「トヨタヴェルブリッツ対埼玉パナソニックワイルドナイツ」：入場者数が13,251人を記録し、このスタジアムにおけるラグビーの試合での最多記録となった。（2025年1月19日）

### その他
- 平成の天皇明仁・皇后美智子の行幸啓提灯（ちょうちん）奉迎行事（2017年10月29日）
  - 全国豊かな海づくり大会に伴い、スタジアム近くのホテルが「御宿所」となったことから、スタジアム傍の砂津緑地とスタジアム内で来場者が提灯を振って天皇・皇后を迎えた。

- わっしょい百万夏まつり前夜祭大花火大会（2019年・2022年 - ）
  - 2020年と翌年はコロナウイルス感染症の影響で中止。2022年以降は「SUGOI花火」との協働イベントとして、“音楽花火”を展開する。楽曲を使われたアーティストは以下の通り。
    - 2022年：Queen（結成50周年記念）
    - 2023年：B'z（結成35周年記念）
    - 2024年：「シティポップ花火」と銘打ち、特定の歌い手ではなく昭和50年代から平成初期にかけて作られた都会的な音楽をBGMとした。なお表題イラストを描いたわたせせいぞうは2022年から北九州市漫画ミュージアム名誉館長。

- 阿蘇ロックフェスティバル 2019 in 北九州（2019年9月29日）
- ANISON FANTASTIQ FIREWORKS（2022年5月21日）
- 北九州ロックフェスティバル2022 with SDGs spirits（2022年9月24日）

### 中止されたもの
- ※2024年パリオリンピックのラグビー競技・アジア予選
  - 2023年11月18日と19日に行う予定だったが、主管者・日本ラグビーフットボール協会の想定を上回る参加希望があり、宿泊施設を十分に確保できなかったため、Jリーグ・セレッソ大阪のホームである長居球技場（ヨドコウ桜スタジアム）に移された[32]。

## ギャラリー

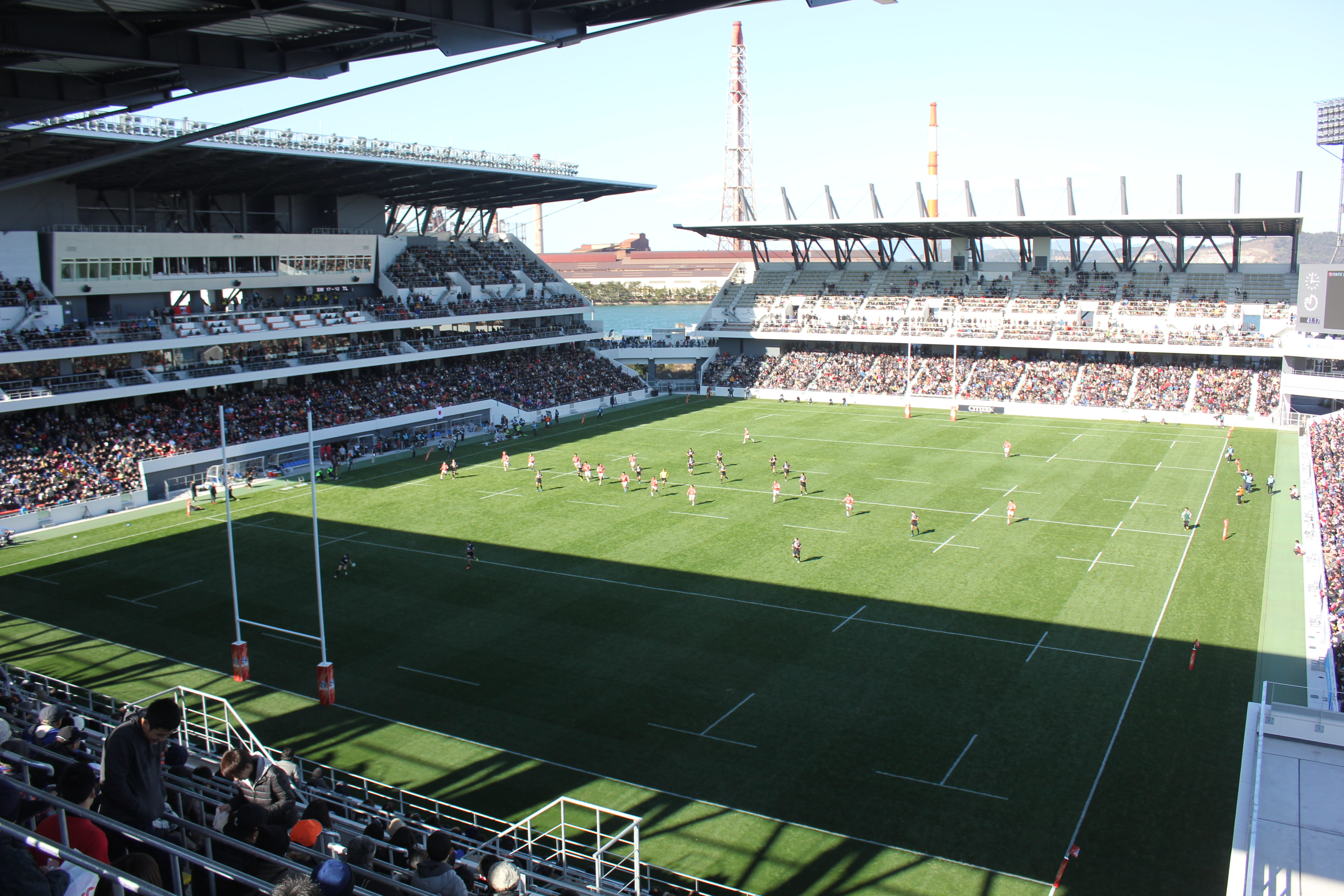
南側サイドスタンド上層階席からの眺め
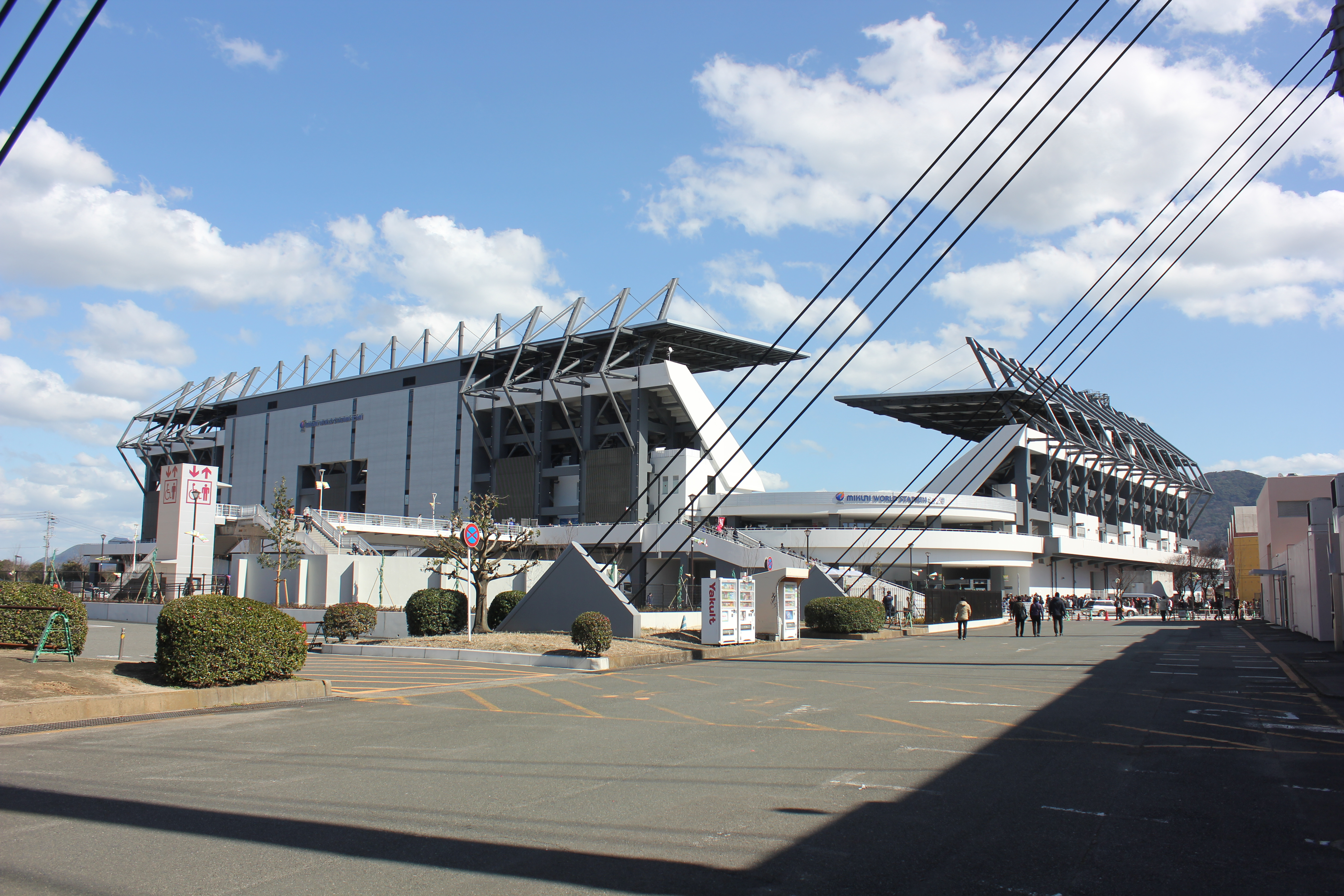
スタジアム外観
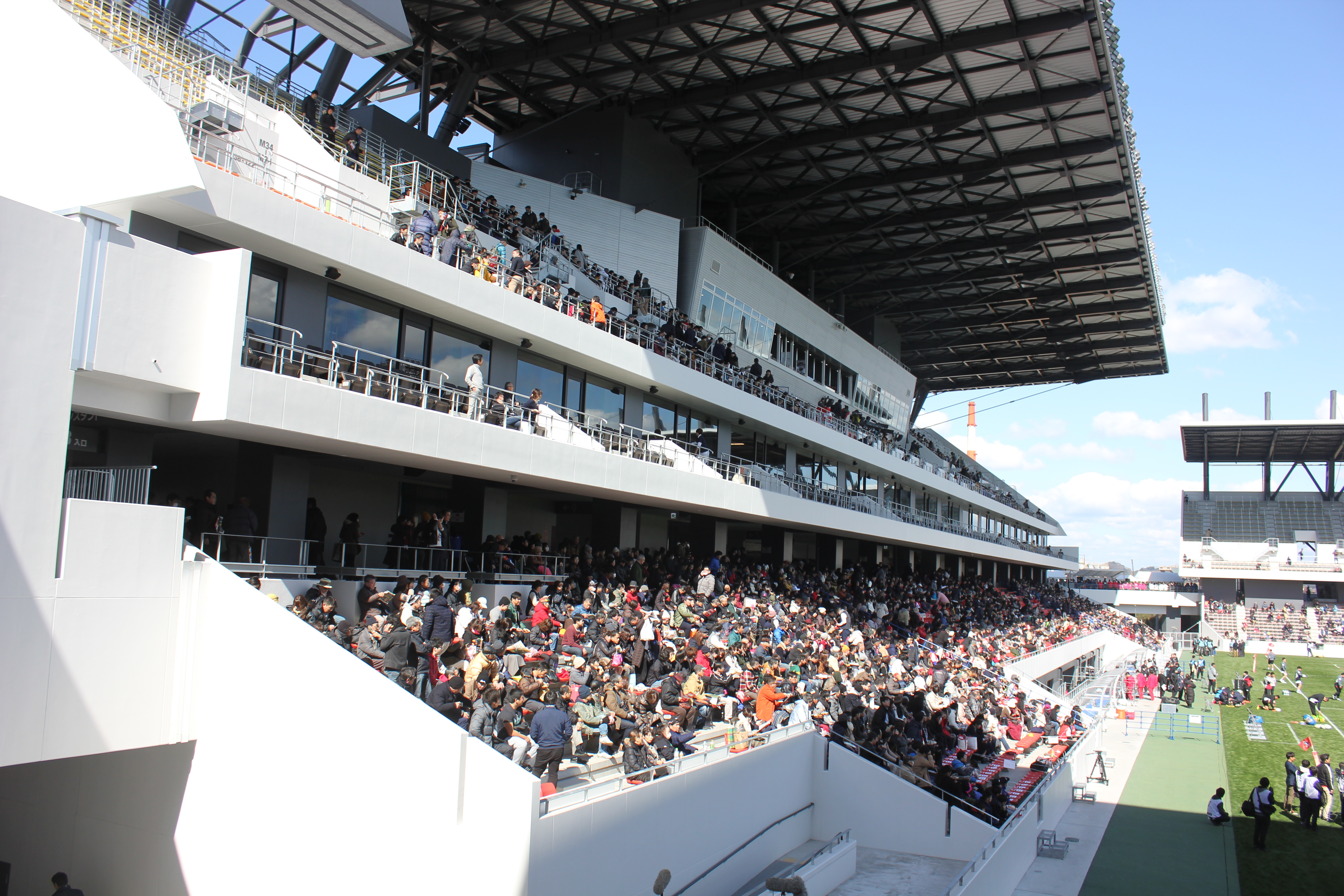
メインスタンド（南側サイドスタンドから見た状態）
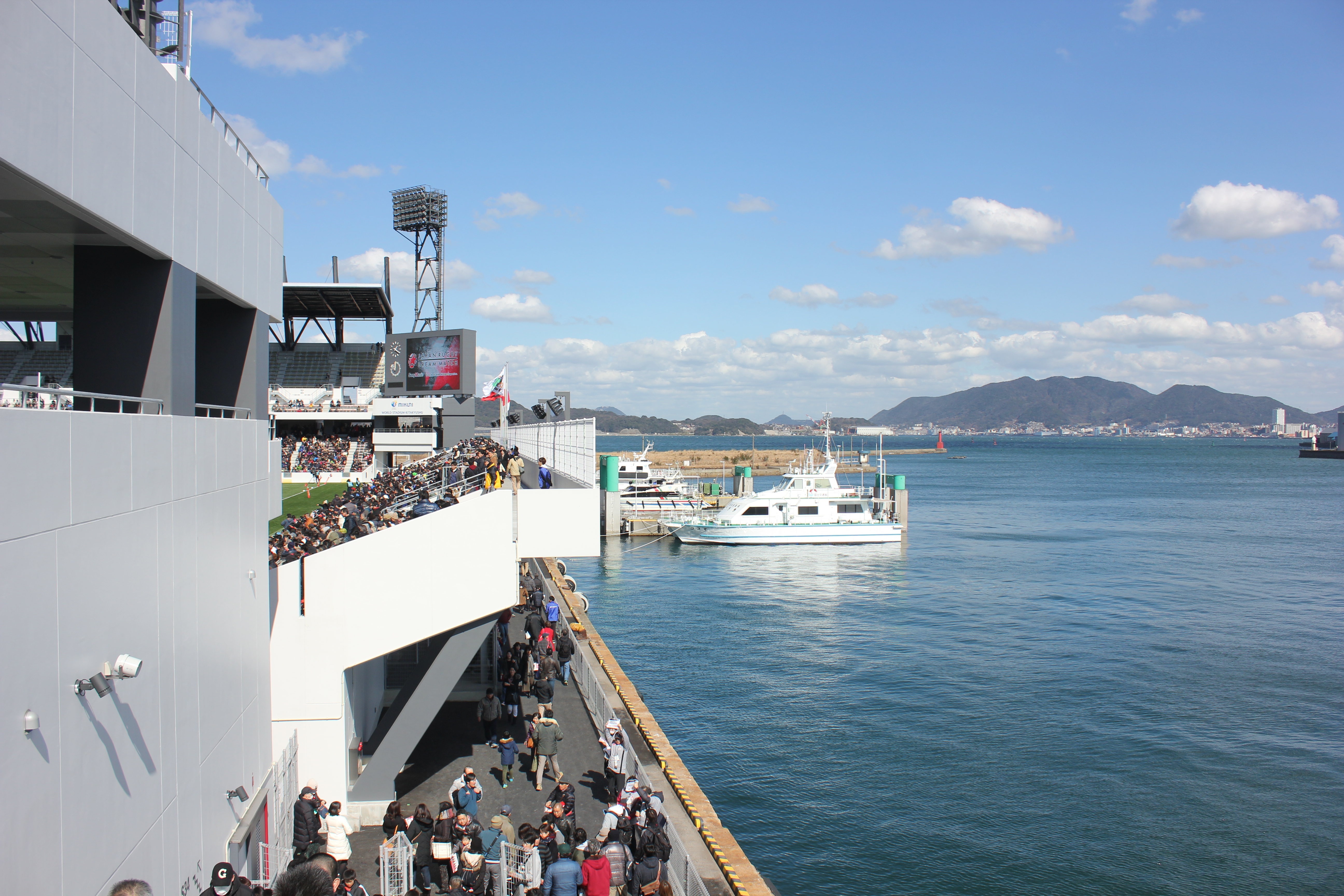
海に面したバックスタンド
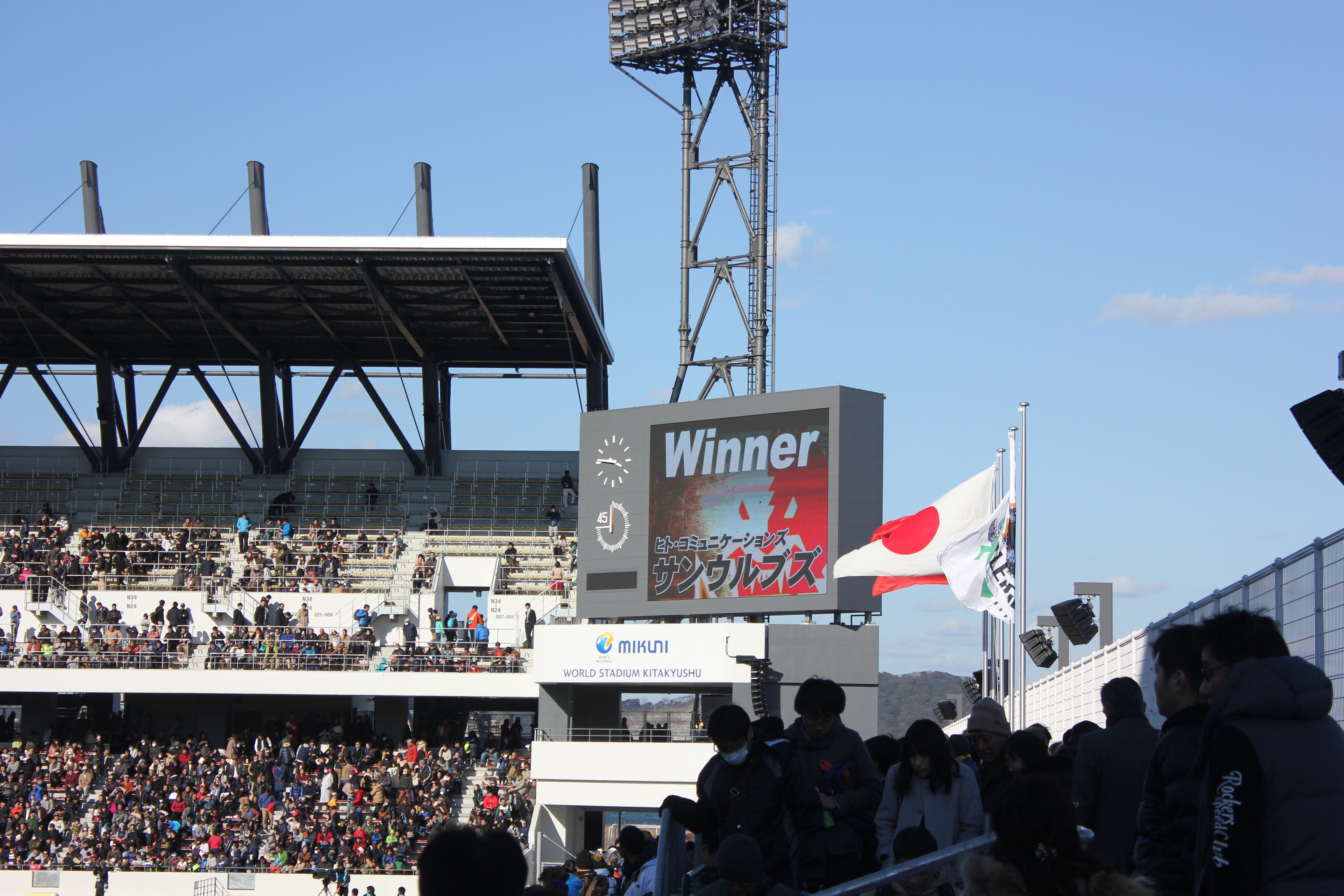
大型映像表示装置

## 建設の経緯
日本プロサッカーリーグ（Jリーグ）ギラヴァンツ北九州がホームスタジアムとして使ってきた北九州市立本城陸上競技場（八幡西区御開四丁目）は、北九州市で最も大きな陸上競技場兼球技場であるものの芝生席を除いた収容人員は10,202人であり、J1のスタジアム基準の収容人員（15,000人）に満たない ことやアクセス面の問題など、「見るスポーツ」の施設としての不備が多く指摘されていた。
こういった状況を受けて、北九州市は「市民に夢と感動を与え、豊かで活力ある北九州市の創出につながる『見るスポーツ』の機会を提供するため、プロアマ問わずサッカーやラグビーなどのレベルの高い試合や大会を中心に開催できる施設」として、小倉駅の北500m、北九州国際会議場北隣・西鉄バス北九州・浅野自動車営業所向かいの新日鐵住金・アパマンショップホールディングス所有地（敷地面積2.3ha）に、新たに収容人員2万人規模の球技専用スタジアムを建設することを計画。市の公式資料ではギラヴァンツの新しい本拠地とすることについては直接触れられていなかったが、2010年11月17日に、北九州市長（当時）の北橋健治が行ったスタジアムの基本方針を発表する記者会見での質疑応答では、同スタジアムをギラヴァンツのホームスタジアムとして活用することを念頭に置いたやりとりも行われた。建設場所の選定にあたっては、「小倉駅北口地区（浅野地区）」「スペースワールド園内」「八幡駅北口（東田地区）」の3箇所の候補地から選定された。市では建設場所の選定に当たって「交通アクセスの優位性」「周辺の商業・業務・駐車など様々な都心機能との連携」を重視して選定したとしている。
市では本スタジアムの建設により年間11億円の経済効果を見込んでいるが、この試算について北九州市の公共事業評価委員会で前提条件（年間の平均観客動員が本城陸上競技場の約2.5倍に増加すると想定していた）を巡って異論が相次ぎ、試算のやり直しを求められた。なお、スタジアム建設計画についてはギラヴァンツ北九州社長（当時）の横手敏夫は既定路線であると語っており、基本計画、基本設計の段階で市の第三者委員会の審査を受ける必要があることを説明している。
2012年8月18日、北九州市は新球技場について具体的な整備方針を明らかにした。2010年に発表された施設の概要を具体化したものであるが、観客席（スタンド）が傾斜角40度以上の全面2層式となること、整備手法にPFI方式（具体的にはPFI事業者が資金調達を行い、施設を建設し、その所有権を市に移転した上でPFI事業者が維持管理・運営を行うBTO方式）が採用されること、建設候補地の基礎調査（測量、地質調査、既存岸壁調査等）並びにPFI事業者の選定が行われた後、2014年から具体的な設計・建設工事に着手することなどが明らかとなった。
2013年2月28日に行われた北九州市公共事業評価に関する検討会議において、建設コスト縮減の観点から、スタンドの一部が海上にせり出す構造となっていたものを、隣接する都市計画道路浅野町愛宕線（タコマ通り）を西に移設して、当初建設時の構造物をすべて陸上に置く修正案が北九州市から提示された。これにより、建設費用が約89億円（本体建設費76億円、設計費3億円、道路移設費10億円）に縮減でき、建設に支障となっていた国土交通省九州地方整備局関門航路事務所のポンツーンの移設も当面不要となるが、バックスタンドの規模が大幅に縮小され収容人員は15,000人規模と計画を改めた。なお、バックスタンドについては海上部に拡張できる構造とすることで、将来的に20,000人規模のスタジアムとすることを想定しているという。この修正案について、北九州市公共事業評価委員会が「異論なし」との方針を示し、同年6月25日に北九州市はこの修正案に基づいて2016年度（2017年春）の開場に向けて建設事業に着手することを正式に表明した。建設費89億円のうち30億円程度をスポーツ振興くじ (toto) の助成金でまかない、残りは市債を充当する予定であるという。なお、この計画変更に伴い、一部が道路用地になる西鉄バス北九州浅野自動車営業所は、閉鎖の上で青葉1丁目の西鉄観光バス北九州支社敷地内に移転した。
2014年7月15日、北九州市は「北九州市スタジアム整備等PFI事業」に唯一応札のあった九電工グループを、同事業の落札者に決定したと発表した。契約額は、設計・建設、及び施設完成後15年間の維持管理・運営費を含む費用として10,727,629,704円（消費税込み）。梓設計が詳細設計と工事監理を担当し、奥村組・若築建設・九電工のJVが建設を担当、美津濃と日本施設協会が維持管理と運営を担当する予定となっている。6社は事業主体となる「株式会社ウインドシップ北九州」を設立し、北九州市と契約を交わしている。
2015年4月16日に着工式が行われ、1年9ヶ月あまりを費やし2017年1月31日に完成、施工した九電工グループから北九州市に引き渡された。なお、年間の維持費は借地料込みで1億5,000万円の見通しである。

## 再整備計画
北九州市への統合型リゾート（IR）誘致を目指す北九州市IR推進協議会の動きに関連し、複数の事業者が北九州市におけるIR事業構想を表明しており、このうち香港の事業者が2019年（令和元年）11月に北九州市へ提出した企画書では本スタジアムや西日本総合展示場・北九州国際会議場などを小倉駅北口エリア一帯をIR施設として再整備する構想が示され、当スタジアムとは別の施設を配置した上で、約300メートル西側の地点に、サッカーや野球など多目的に対応する全天候型屋内施設（アリーナ）を建設する内容が提案された。
一方、北九州市は既存施設をほとんど取り壊して大規模施設を建設する内容に難色を示し、2020年（令和2年）1月30日に現行のIR整備法の下でのIR誘致は見送る方針を示した。